# Rhododendron veitchianum
Rhododendron veitchianum är en ljungväxtart som beskrevs av William Jackson Hooker. Rhododendron veitchianum ingår i släktet rododendron, och familjen ljungväxter. Inga underarter finns listade i Catalogue of Life.

## Bildgalleri

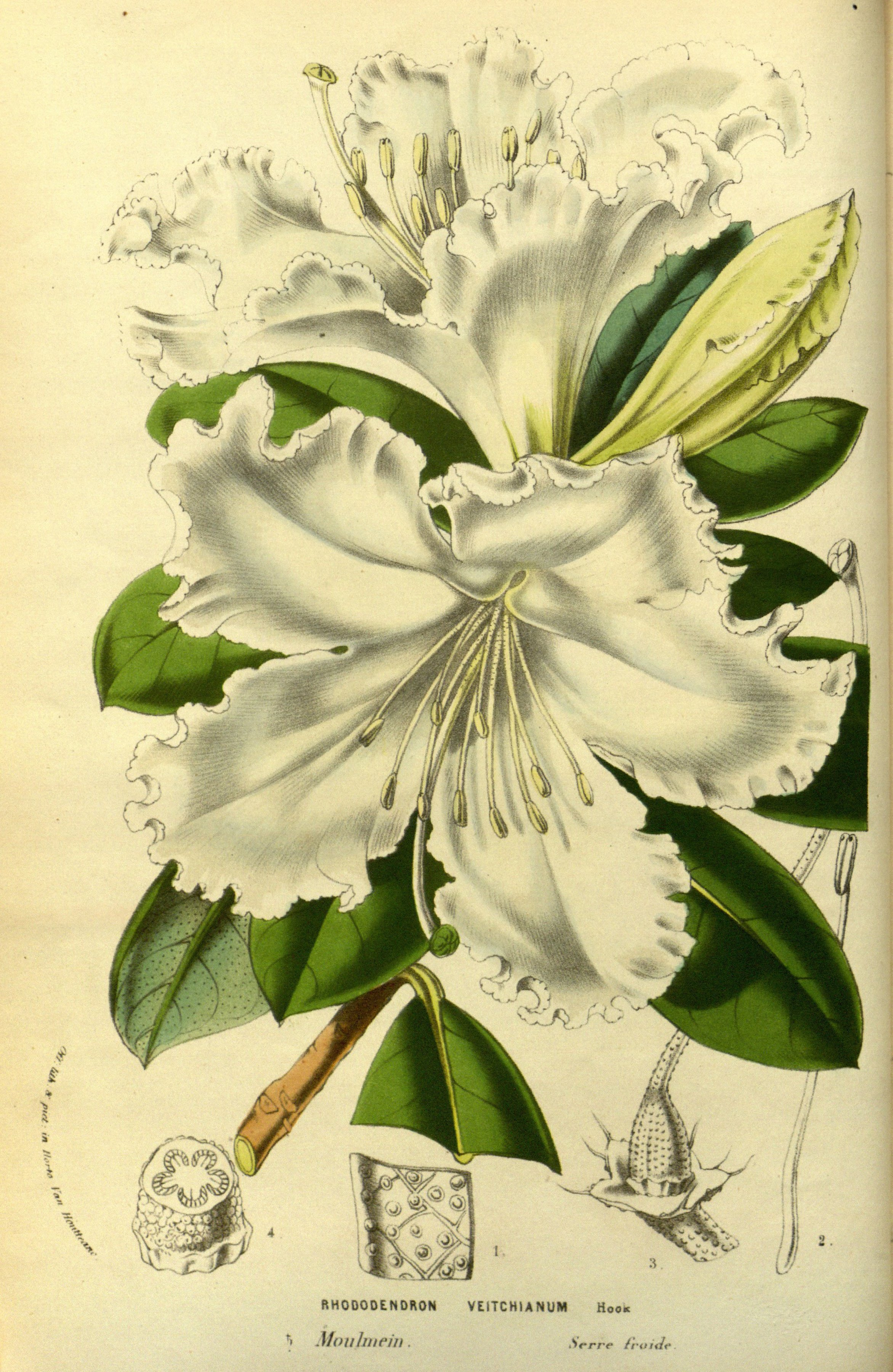
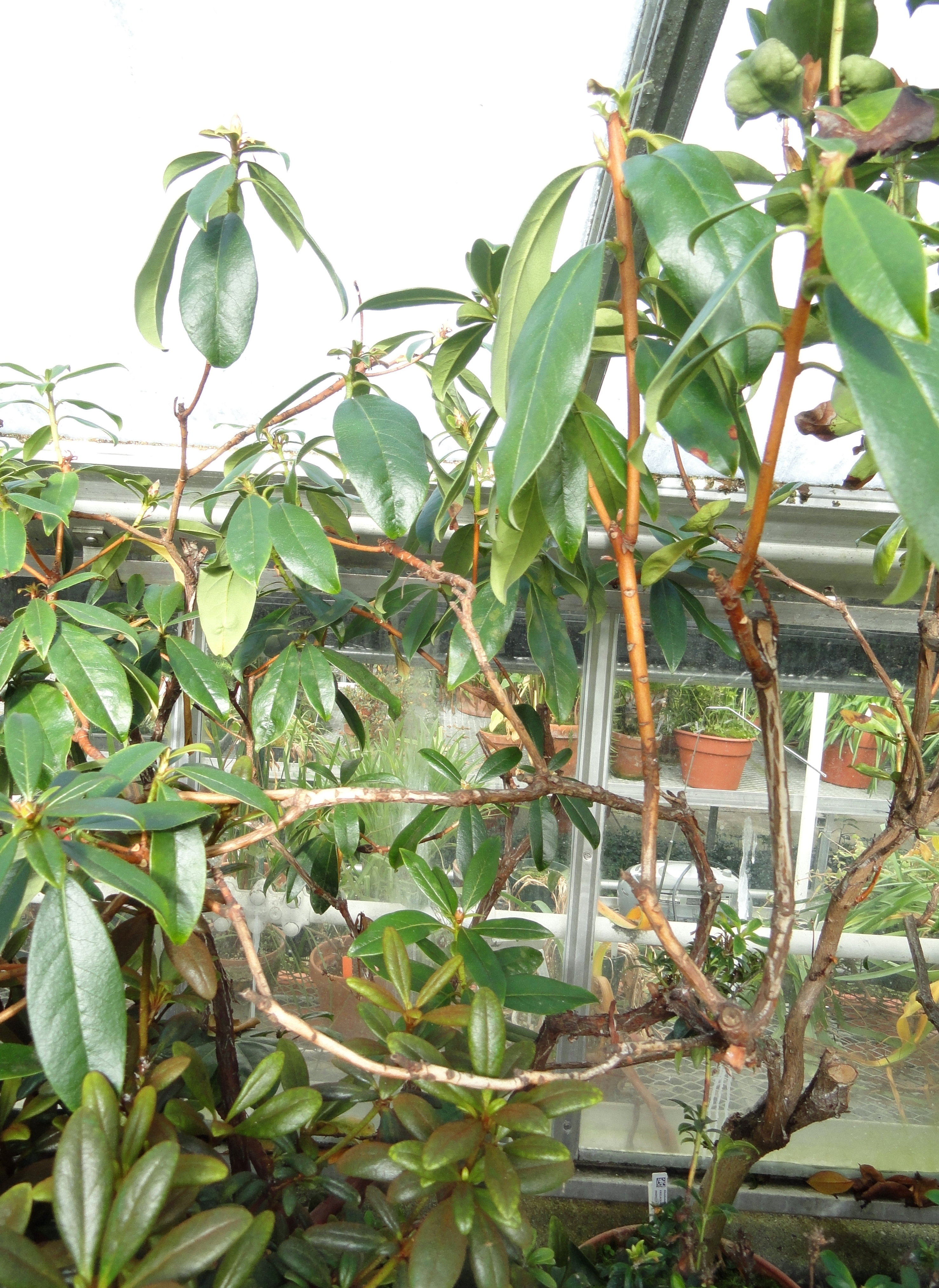
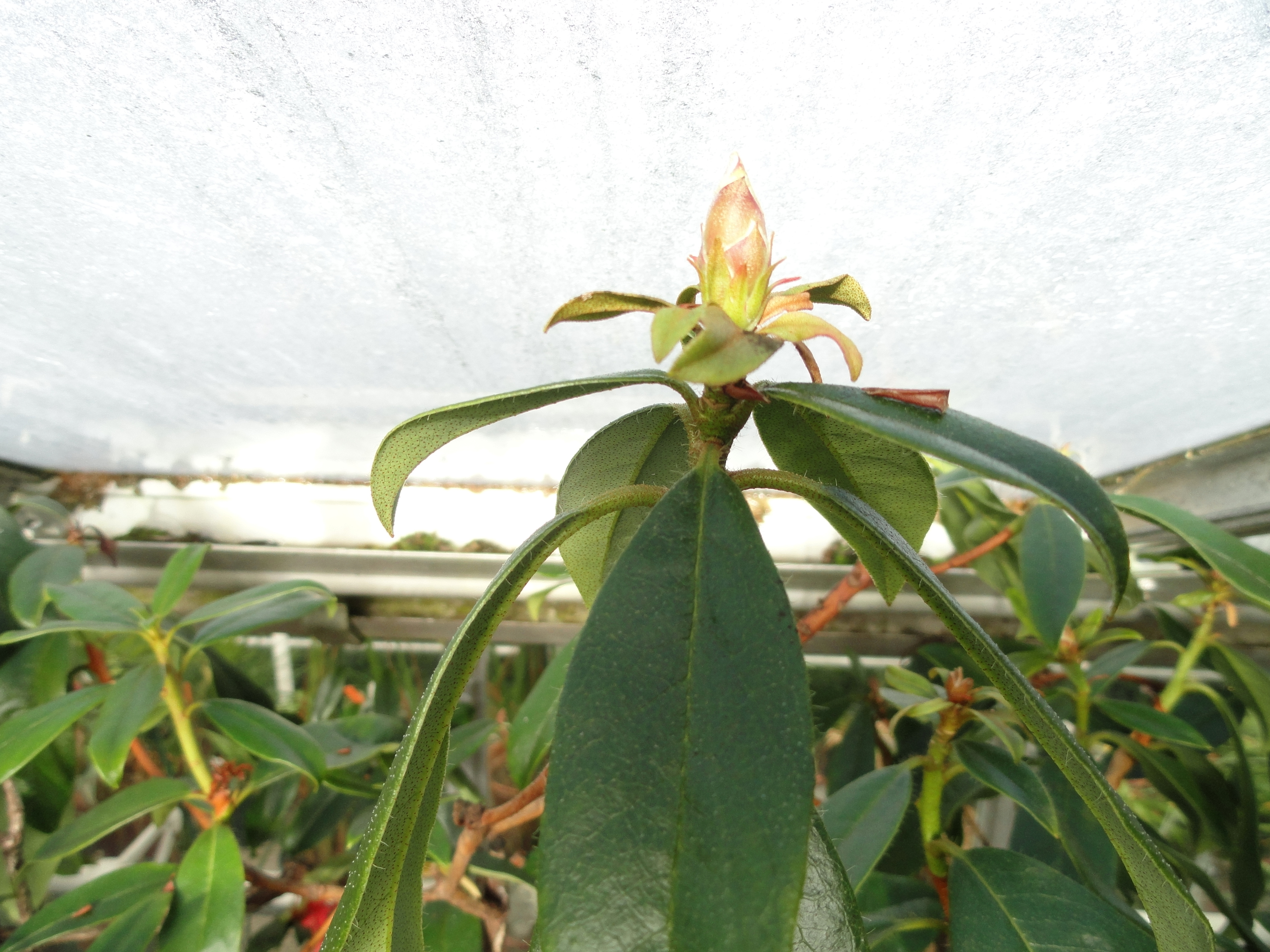
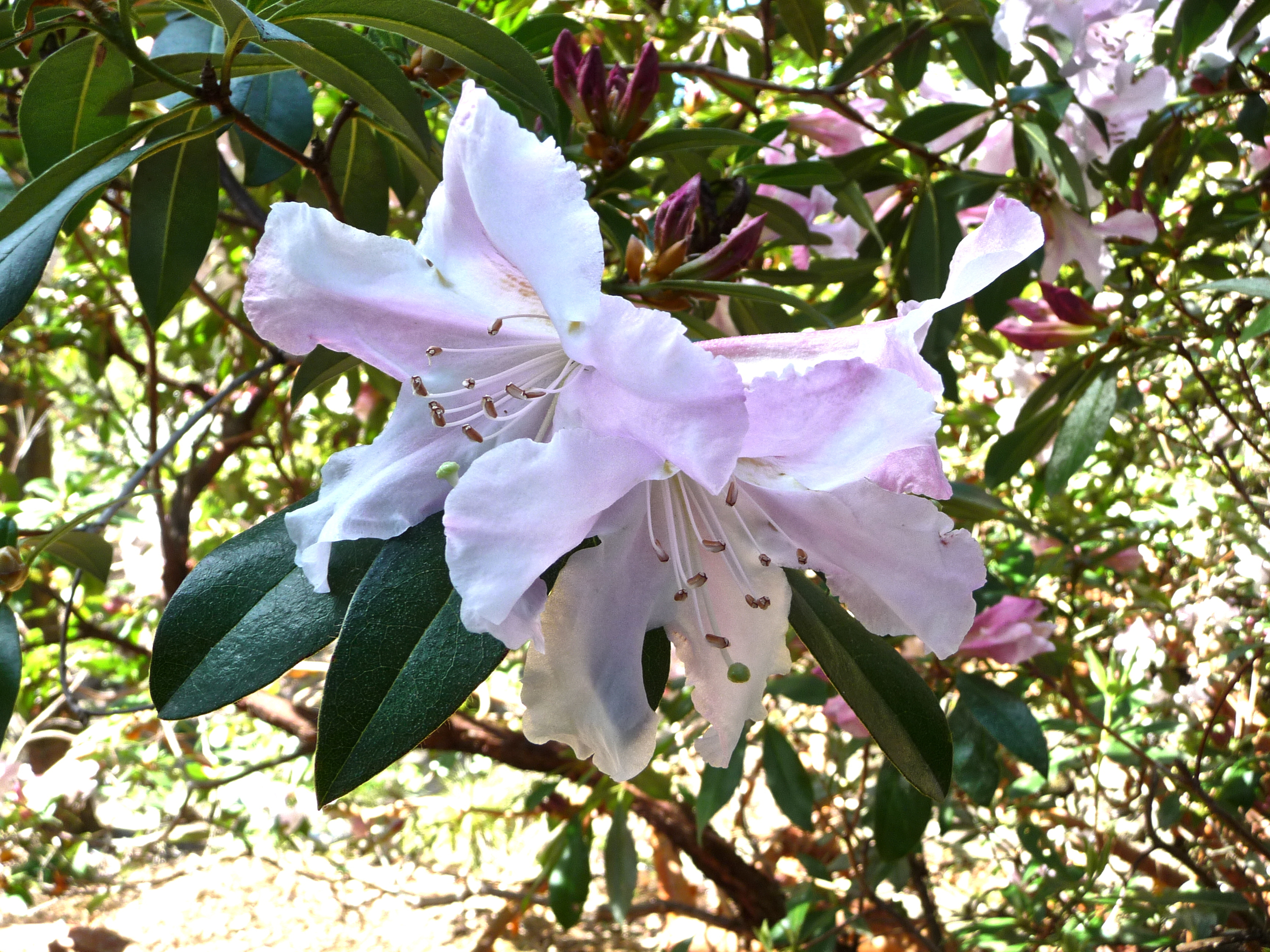